# Hotel Chelsea
O Hotel Chelsea, também conhecido como Chelsea Hotel, ou simplesmente, Chelsea, é um histórico hotel da cidade de Nova York. O hotel, que se tornou um grande ponto turístico nos dias de hoje, é conhecido por seu passado e também por seus residentes.
Localizado na 222 West 23rd Street, entre a sétima e oitava avenida, no Chelsea (um bairro na região de Manhattan), o hotel foi a casa de diversos escritores, músicos, artistas e atores, incluindo Bob Dylan, Virgil Thomson, Charles Bukowski, Janis Joplin, Patti Smith, Leonard Cohen, Iggy Pop, Jobriath, Robert Mapplethorpe e Larry Rivers. Apesar de o Hotel Chelsea não mais aceitar que as pessoas residam nele, o local continua sendo a casa de diversos moradores iluestres, ainda antes dessa mudança de regras. Hoje em dia, os convidados transitórias podem ficar no hotel por apenas 24 noites.
O senhor Arthur C. Clarke escreveu o famoso 2001: A Space Odyssey enquanto estava hospedado no Hotel. Os poetas Allen Ginsberg e Gregory Corso escolheram este Hotel como local de trocas filosóficas e intelectuais. O Hotel foi também a casa do escritor Dylan Thomas, e foi ali que ele morreu de embriaguez no dia 9 de novembro de 1953. O hotel também serviu de palco para a misteriosa morte de Nancy Spungen, namorada de Sid Vicious, no dia 12 de outubro de 1978, no quarto 100.
O Hotel é um ponto turístico de Nova York desde 1966, e está no Registro Nacional de Lugares Históricos desde 1977.

## História
Construído entre 1883 e 1885, com tijolos vermelhos, o edifício de doze andares, que hoje é o Hotel Chelsea, foi um dos primeiros prédios comerciais privados da cidade - tendo sido ianugurado em 1884. O Hotel foi projetado pela firma de Hubert, Pirsson & Company em estilo neogótico (ou, como foi chamado por diversas vezes, Queen Anne Revival). Apesar dessas características distintivas, o Hotel Chelsea exibe em sua fachada, uma varanda de ferro inteira ornamentada em flores (um projeto audacioso construído por J.B. and J.M Cornell). Em seu interior, há também uma grande escadaria que leva aos seus doze andares. No entanto, essa grande escadaria não é acessível aos turistas, apenas para as pessoas reigstradas, que ficarão hospedadas. Mensalmente, o Hotel organiza um passeio pelo seu interior, e, em ocasiões como essas, os turistas podem conhecê-lo sem ali se hospedarem.
Na época de sua construção, o prédio de doze andares, onde hoje funciona o Hotel Chelsea, era um dos maiores da cidade, pois todo o bairro ao seu redor era constituído pelo centro do distrito de teatros de Nova Iorque. No entanto, alguns anos depois, as preocupações econômicas e a deslocação dos teatros agravou-se para a falência das cooperativas do Chelsea. Foi no ano de 1905 que o local reabriu, desta vez, já funcionando como um Hotel (sendo administrado pelo "Knott Hotels" e pelo residente A. R. Walty. Em 1939, após o Hotel decretar falência, ele foi comprado por Joseph Gross, Julius Krauss e David Bard. Este trio administrou o Hotel até o começo dos anos 70. Com a morte de Joseph Gross e de Julius Krauss, toda a parte administrativa do Hotel passou para Stanley Bard, o filho de David Bard.
No dia 18 de junho de 2007, o conselho de diretores do Hotel expulsou Stanley Bard do cargo de administrador. David Elder (o neto de Joseph Gross), Dr. Marlene Krauss (a filha de Julius Krauss), o filho do escritor e dramaturgo Lonne Elder III e a BD Hotels NY (uma sociedade de gestão), substituiram Stanley Bard. A título de informação, a BD Hotels NY não mais existe.

## Residentes famosos

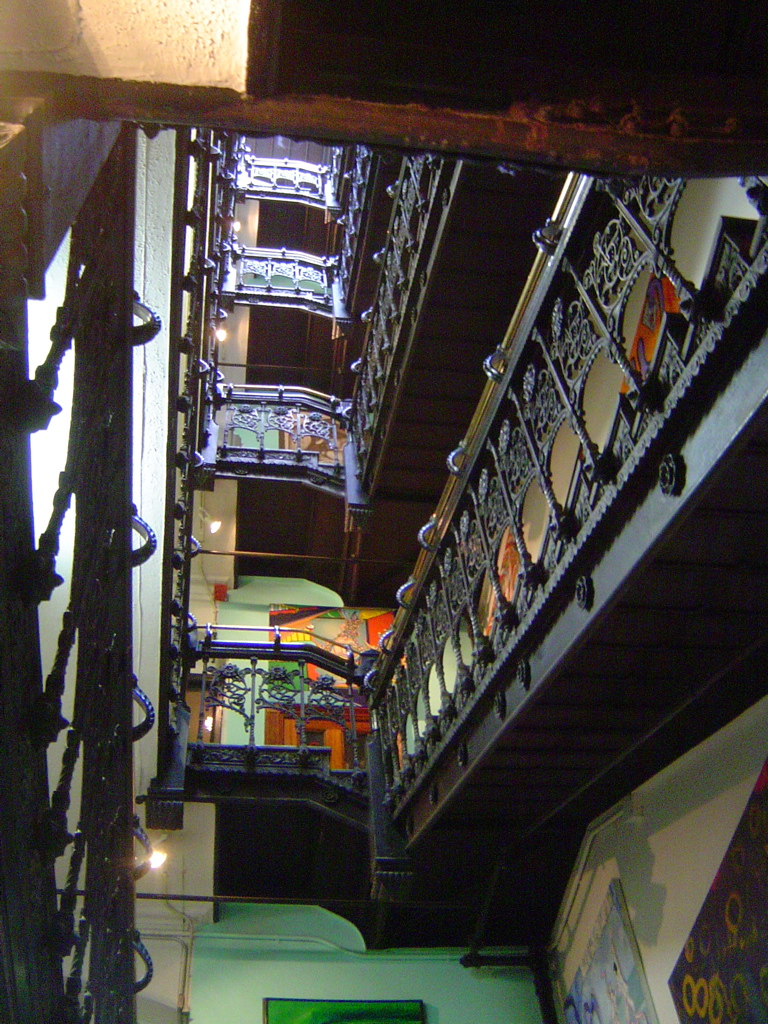
A escadaria do Hotel Chelsea.

### Artistas literários
Em todo o seu tempo de vida, o Hotel Chelsea já serviu de casa para muitos escritores e pensadores, incluindo Mark Twain, O. Henry, Herbert Huncke, Dylan Thomas, Arthur C. Clarke, William S. Burroughs, Gregory Corso, Arnold Weinstein, Leonard Cohen, Sharmagne Leland-St. John, Arthur Miller, Quentin Crisp, Gore Vidal, Tennessee Williams, Allen Ginsberg, Jack Kerouac (que escreveu o livro On the Road quando hospedado no Hotel), Robert Hunter, Jack Gantos, Brendan Behan, Richard Collins, Simone de Beauvoir, Jean-Paul Sartre, Thomas Wolfe, Charles Bukowski, Raymond Kennedy, Matthew Richardson e René Ricard.
No dia 21 de setembro de 1968, Charles R. Jackson, o autor do livro The Lost Weekend, cometeu suicídio em seu quarto do Hotel. No dia 9 de novembro de 1953, o escritor Dylan Thomas sofreu um colapso no quarto 205 do Hotel. Ele foi levado ao hospital às pressas, mas veio a falecer alguns dias depois.

### Atores e diretores cinematográficos
O Hotel serviu de casa para muitos atores e diretos cinematográficos, como Stanley Kubrick, Shirley Clarke, Mitch Hedberg, Dave Hill, Miloš Forman, Lillie Langtry, Ethan Hawke, Dennis Hopper, Vincent Gallo, Eddie Izzard, Hal Miller, Kevin O'Connor, Uma Thurman, Elliot Gould, Elaine Stritch, Gaby Hoffmann e sua mãe, Michael Imperioli, Jane Fonda e Edie Sedgwick.

### Músicos
Uma grande parte da história do Hotel Chelsea foi colorida por músicos que moraram ou visitaram lá. Alguns dos músicos mais famosos e proeminentes são Tom Waits, Grateful Dead, Patti Smith, Iggy Pop, Virgil Thomson, Jeff Beck, Chick Corea, Brendon Roscoe, Ryan Ross  Dee Dee Ramone, Phil Lynott, Henri Chopin, John Cale, Édith Piaf, Joni Mitchell, Bob Dylan, Alice Cooper, Alejandro Escovedo, Janis Joplin, Jimi Hendrix, Peter Walker, Canned Heat, Sid Vicious, Vivian Stanshall, Richard Hell, Jobriath Boone, Little Annie, Rufus Wainwright, Vasant Rai e Leonard Cohen.  
A cantora Madonna viveu no Hotel em meados dos anos 80, e retornou em 1992, para fotografar algumas fotos para o seu livro SEX (a sessão de fotos ocorreu no quarto 822 do Hotel). Falco, Ryan Adams, The Libertines, Michael McDermott, Melissa Auf der Maur, Tim Freedman e Anthony Kiedis também passaram um tempo no Hotel.
The Pretty Reckless, a banda da famosa Taylor Momsen, também fez uma sessão de fotos no quarto 822 do Hotel. A banda britânica La Roux gravou a segunda versão do videoclipe da música "In for the Kill" no Hotel Chelsea.

### Artistas visuais
O Hotel Chelsea também tem apresentado e colecionado o trabalho de diversos artistas visuais que passaram por lá. Larry Rivers, Brett Whiteley, Christo, Arman, Richard Bernstein, Francesco Clemente, Julian Schnabel, Ching Ho Cheng, David Remfry, Philip Taaffe, Ralph Gibson, Robert Mapplethorpe, Frida Kahlo, Diego Rivera, Robert Crumb, Jasper Johns, Edie Sedgwick, Claes Oldenburg, Vali Myers, Donald Baechler, Herbert Gentry, Willem De Kooning, Lynne Drexler e Henri Cartier-Bresson são alguns dos artistas que já se hospedaram no Hotel Chelsea.
O pintor Harry Everett Smith viveu e morreu no quarto 328 do Hotel. O também pintor Alphaeus Philemon Cole viveu no Hotel Chelsea por 35 anos, até a sua morte em 1998, aos 102 anos de idade, quando ele era o homem mais velho ainda em vivência.

### Designers de moda
Charles James: Esse homem está no rank dos "Lendários Costureiros" do século XX, por ter influenciado a moda nos anos 40 e 50. Este homem é creditado por ter sido o primeiro costureiro dos Estados Unidos. Em 1964, ele mudou-se para o Hotel Chelsea. Em 1978, ele faleceu no Hotel devido a uma pneumonia.

### Super-estrelas de Warhol
O famoso Hotel Chelsea é também associado com o grupo de Andy Warhol, como ele e Paul Morrissey dirigiram Chelsea Girls (de 1966), um filme sobre Andy Warhol, seu grupo e suas vidas no Hotel. Algumas das pessoas que aparecem no filme, e que moraram no Hotel, incluem Edie Sedgwick, Viva, Ultra Violet, Mary Woronov, Holly Woodlawn, Andrea Feldman, Paul America, Brigid Berlin, e a famosa Nico.

### Outros
Susanne Bartsch, uma promotora de eventos de Nova York, vive no Hotel Chelsea. Diversos sobreviventes do Titanic também ficaram hospedados no Hotel, devido a proximidade que o Hotel tem do Pier 54, que é onde o Titanic deveria chegar. O Hotel Chelsea foi também a casa de diversos marinheiros, quando eles retornaram de suas missões da Primeira Guerra Mundial. Nos anos 30, a naturalista e aventureira Ruth Harkness, famosa por trazer o primeiro panda gigante (da China para os Estados Unidos), também morou no Hotel Chelsea.

## O Hotel na cultura popular

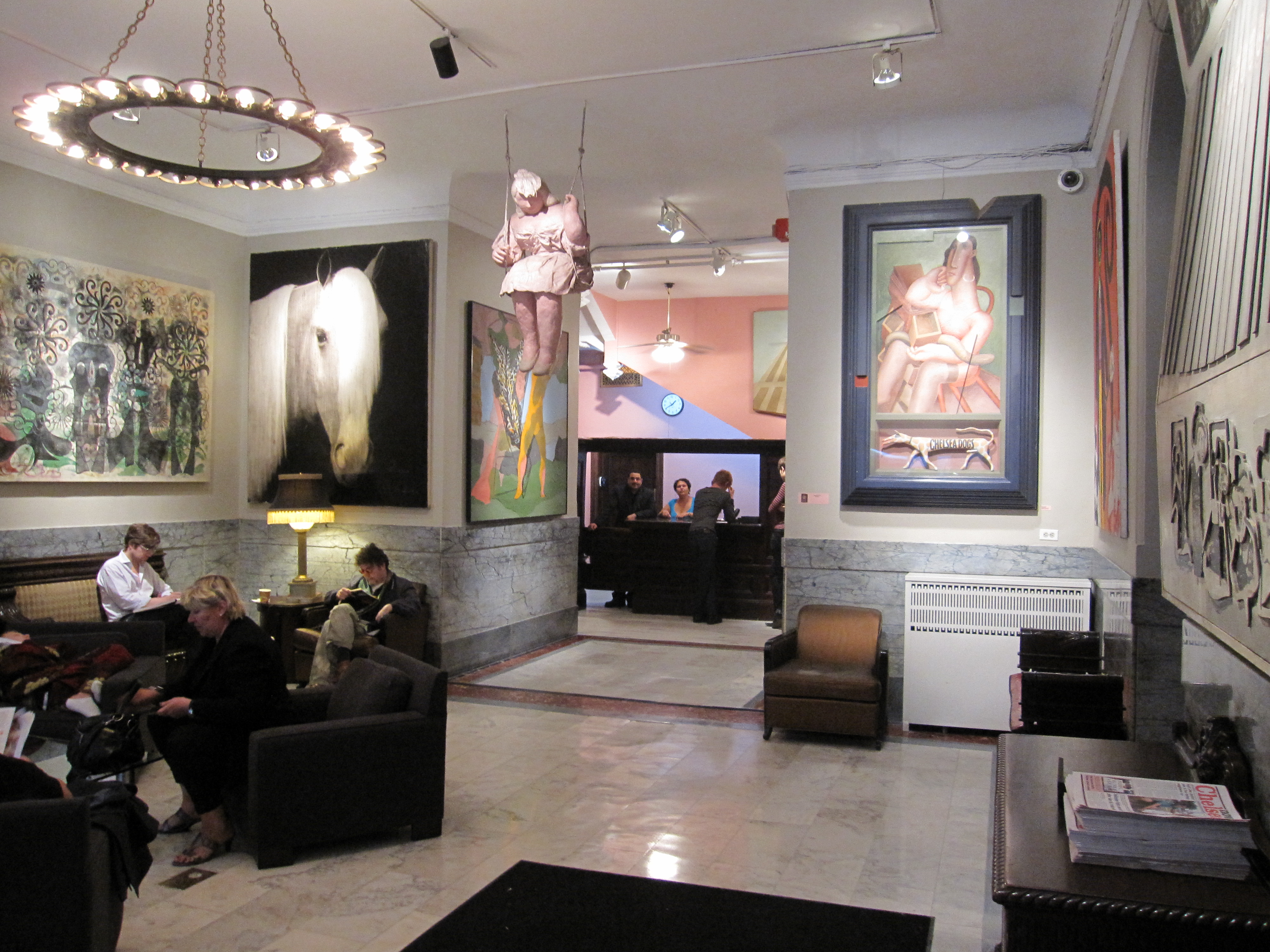
O saguão do Hotel.

### Filmes
O hotel já apareceu em filmes como:
- Chelsea Girls (1966) de Andy Warhol, em que as garotas do seu grupo têm papéis.
- Nine 1/2 Weeks (1986) de Adrian Lyne.
- Sid and Nancy (1986) de Alex Cox.
- O Profissional (1994) (1994) de Luc Besson.
- Midnight In Chelsea (1997) dirigido por Mark Pellington. Um vídeo para uma música do álbum solo de Jon Bon Jovi, Destination Anywhere.
- A Intérprete (2005)
- Party Monster: The Shockumentary (1996) vários pessoas são mencionadas por terem vivido no Hotel.
- Chelsea Walls (2001) Um filme sobre uma nova geração de artistas que vivem no Hotel.
- Hotel Chelsea (2009) Um filme de terror japonês que conta a história de um casal que se hospeda no Hotel.
- 24 (2010) No 13º episódio da oitava temporada, a antiga agente do FBI, Renee Walker, fica hospedada no Hotel.

Grande parte de um episódio de "An American Family" (uma série de televisão levada ao ar em 1973, pelo canal PBS) foi filmado no Hotel Chelsea, pois Lance Loud, um dos membro da família, teve que ficar hospedado no Hotel por um tempo.

### Música
O hotel Chelsea é citado em inúmeras músicas, incluindo:
- "Sara" de Bob Dylan. Na música ele diz: "Staying up for days in the Chelsea Hotel, writing Sad Eyed Lady of the Lowlands for you".
- "Lolita" de Elefant. O vídeoclipe da música mostra o vocalista da banda, Diego Garcia, em algumas gravações feitas pelo Hotel.
- "Chelsea Morning" de Joni Mitchell.
- "Troubled Notes from the Hotel Chelsea" de Joe Myers e Casebeer, foi gravado enquanto o casal de artistas ainda estava no Hotel.
- "Sex with Sun-Ra (Part I - Saturnalia)" de Coil.
- "Chelsea Hotel" de Dan Bern.
- "Dear Abbey" de Kinky Friedman.
- "White China" de Fever Marlene (a banda escreveu e gravou o segundo álbum todo no quarto 219 do Hotel, em apenas quatro noites).
- "Chelsea Burns" e "Song to Alice" de Keren Ann.
- "Chelsea Girl" de Nico.
- "Midnight in Chelsea" de Jon Bon Jovi.
- "Hi-Fi Popcorn" de The Revs.
- "Why Should I Worry" de Billy Joel.
- "The Queen Of Lower Chelsea" de The Gaslight Anthem.
- "The Chelsea Hotel Oral Sex Song" de Jeffrey Lewis.
- "Chelsea Lovers" de Dave Stewart.
- "Third Week in the Chelsea" de Jefferson Airplane, em que o guitarrista Jorma Kaukonen detalha os seus pensamentos de estar deixando a banda.
- "We Will Fall" de The Stooges.
- "Edie (Ciao Baby)" de The Cult.
- "Crow" da banda de Jim Carroll.
- "Like a Drug I Never Did Before" de Joey Ramone da banda The Ramones.
- "Godspeed" de Anberlin.
- "Twenty-third Street" de Bill Morrissey.
- "Chelsea hotel n°2" de Lana Del Rey

- "Chelsea Avenue" de Patti Scialfa, no álbum 23rd Street Lullaby.
- "Chelsea Hotel #2" de Leonard Cohen, em que o cantor relembra de um antigo amor. Na música, ele dá a entender que está falando de Janis Joplin, porém, mais tarde, em uma entrevista de 1994, Cohen disse que isso foi "uma imprudência pela qual eu sinto muito, muito mesmo. E se houver um jeito de me desculpar ao fantasma, gostaria de fazê-lo já, por ter cometido tamanha imprudência." Atualmente um cover da canção foi gravado pela cantora norte americana Lana Del Rey.
- "Chelsea" de Counting Crows.
- "Hotel Chelsea Nights" de Ryan Adams.
- "City Rain, City Streets" de Ryan Adams.
- "Chelsea Hotel" de Carissa's Wierd.
- A maior parte das músicas do álbum "Poses", de Rufus Wainwright, foram escritas durante a sua estadia no Hotel Chelsea, no verão de 1999.
- O vídeoclipe de "Break Your Heart", da cantora Natalie Merchant, foi filmado no Hotel.
- "Chelsea Hotel '78" de Alejandro Escovedo.
- "Bruce Wayne Campbell Interviewed on the Roof of the Chelsea Hotel, 1979" de Okkervil River.
- Em 1995, Kim Wilde filmou o vídeoclipe de "This I Swear" no Hotel.
- O vídeoclipe de "Saw Something", do músico Dave Gahan, ocorre no Hotel. O parceiro de Sid Vicious, que, em meados dos anos 70, foi um dos ídolos de Dave Gahan, foi assassinado no Hotel.
- "Streams of Whiskey" de The Pogues.
- A música "Rock N Roll Massacre", da banda Vice Squad, termina com o verso "Remember the Chelsea Hotel" (traduzido, algo como "Lembre-se do Hotel Chelsea").
- O Hotel é citado indiretamente na música "Stella Blue" (1970), da banda Grateful Dead, pelos compositores Robert Hunter e Jerry Garcia. Hunter estava hospedado no Hotel quando escreveu a letra da música.[5]
- A banda La Roux filmou o vídeoclipe da música "In for the Kill" no Hotel.
- O Hotel é citado na música "The Tortured Poets Department" do álbum "The Tortured Poets Department" da cantora Taylor Swift.

### Livros
- "Chelsea Horror Hotel: A Novel" de Dee Dee Ramone - ISBN 1-56025-304-5
- "Take the Cannoli: Stories From the New World" de Sarah Vowell - ISBN 0-7432-0540-5
- "SEX" de Madonna - ISBN 0-446-51732-1
- "Legends of the Chelsea Hotel: Living with the Artists and Outlaws at New York's Rebel Mecca" de Ed Hamilton - ISBN 978-1-56858-379-2
- "Netherland" de Joseph O'Neill - ISBN 978-0-307-37704-3
- "The Chelsea Girl Murders" de Sparkle Hayter - ISBN 978-0-14-200010-6
- "Chelsea Hotel, een Biografie van een Hotel" de Jeroen Wielaert - ISBN 90 76927 02 2
- "4NCH (book+cd)" de Luís de Carvalho - Editor:Editora Guerra & Paz ISBN:9789897020940
- "[[Chelsea Hotel]" de Claudio Edinger - ISBN 10 089659338X
- " The Heart Rate Of A Mouse: Volume II- Wolves vs Hearts" de Anna Green
- "Just Kids", Patti Smith